# 55
Вижте пояснителната страница за други значения на 55.
55 (петдесет и пета) година е обикновена година, започваща в сряда по юлианския календар.

## Събития

### В Римската империя
- Втора година от принципата на Нерон Клавдий Цезар Август Германик (54-68 г.)
- Консули на Римската империя са Нерон и Луций Антисций Вет. Суфектконсули през тази година стават Нумерий Цестий(март–април), Сенека (май–октомври), Публий Корнелий Долабела (май), Марк Требелий Максим(август), Публий Палфурий (септември/октомври), Гней Корнелий Лентул Гетулик (ноември/декември) и Тит Куртилий Манциа (ноември/декември).
- Нерон освобождава близкия до Агрипина Палас от заеманите от него длъжности.[1]
- Агрипина и Нерон влизат в конфликт заради неговата любовна афера с освободената робиня Акте. Сенека подкрепя Нерон, за да може императорът да извоюва незавимост от майка си.[1][2]
- Императорът отпраща Агрипина от двореца и тя скоро е обвинена в заговор, но успява да убеди Нерон в невиността си.[1][3]
- След като е избран за командващ на подготвяната кампания в Армения срещу Партия и получава командването на Кападокия и Галатия, Гней Домиций Корбулон пристига на изток.[2]
- Сенека написва De Clementia.[4]

## Починали
- 11 февруари – Британик, син на император Клавдий
- Хайлуошъ, шанюй на южните хунну